# ألين تاكر
ألين تاكر (بالإنجليزية: Allen Tucker)‏ هو رسام ومهندس معماري أمريكي، ولد في 29 يوليو 1866 في بروكلين في الولايات المتحدة، وتوفي في 26 يناير 1939.